# 32 Piscium
32 Piscium, eller c Piscium, är en gulvit stjärna i huvudserien som ligger i Fiskarnas stjärnbild.
32 Piscium har visuell magnitud +5,69 och är synlig vid god seeing. Stjärnan befinner sig på ett avstånd av ungefär 120 ljusår.